# Regne de la Baixa Borgonya

Les tres parts del Regne de Borgonya cap a l'any 900:
Alta Borgonya
Baixa Borgonya
Ducat de Borgonya de Ricard el Justicier

Regne de la Baixa Borgonya, Regne de Provença, Regne d'Arel·lat o Regne de la Borgonya Cisjurana són denominacions historiogràfiques per un regne format pel Bosó de Provença, al territori sud-oriental de l'Imperi Carolingi, l'any 879, després de la mort del rei Lluís II de França.
Les seves fronteres la formaven la mar Mediterrània al sud, Septimània al sud-oest, Aquitània a l'oest, la Borgonya Transjurana al nord i el Regne d'Itàlia a l'est.
Després d'aconseguir la neutralitat de la Frància Oriental al Tractat de Ribemont, els dos fills de Lluís II de França, Lluís III i Carlemany (que s'havien repartit la Frància Occidental), varen atacar al Bosó, i l'any 882 el seu territori es va integrar al regne de Carlemany. En morir aquest, l'any 884, va passar a mans del seu fill Carles el Gras, que va morir l'any 888. L'any 890, després de la revolta d'Arnulf de Caríntia, Lluís III el Cec, fill de Bosó, va ser coronat rei de la Baixa Borgonya.
Lluís el Cec va ser cridat a Itàlia per Adalbert II de Toscana, que desitjava evitar el control que Berenguer I d'Itàlia estava obtenint a la península. Lluís va derrotar a Berenguer i va ser coronat Emperador Germànic pel Papa Benet IV. Berenguer va derrotar a Lluís l'any següent, expulsant-lo d'itàlia i fent-li prometre que no tornaria. No obstant, ho va tornar a intentar l'any 905, sent derrotat de nou. En aquella ocasió, com a càstig per trencar la seva promesa, Lluís va ser cegat. Els títols de rei d'Itàlia i Emperador Germànic van passar a ser ostentats per Berenguer.
Incapacitat per exercir la seva funció de rei, Lluís va nomenar regent a Hug d'Arle, comte de Provença. Durant una nova guerra civil italiana, Hug va ser escollit rei d'Itàlia l'any 924, i va passar els dos anys següents intentant expulsar de la península al seu rival Rodolf II de Borgonya (rei de l'Alta Borgonya). Lluís el Cec va morir l'any 928 i Hug n'heretà el seu tron. No va aconseguir estabilitzar el seu poder per mitjà de l'aliança matrimonial amb Mariozza (la vertadera governant a Roma). Durant els següents cinc anys, Hug va haver de combatre contra les invasions magiars i les incursions dels pirates sarraïns. L'any 934, Hug va firmar la pau amb Rodolf de l'Alta Borgonya, a canvi de concedir-li el regne de la Baixa Borgonya. Ambdues Borgonyes es van fusionar formant l'anomenat Regne d'Arle.